# Omar Sy
Pour les articles homonymes, voir Sy.
Omar Sy est un acteur, producteur de cinéma, scénariste et humoriste français, né le 20 janvier 1978 à Trappes (Yvelines).
Il accède à la notoriété en formant, avec Fred Testot, le duo comique Omar et Fred.
En 2011, il tient aux côtés de François Cluzet la vedette du film Intouchables, qui, avec 19,44 millions de spectateurs, est au premier rang du box-office français en 2011 et le troisième plus gros succès du cinéma français. En 2012, il reçoit le César du meilleur acteur pour sa prestation dans ce film d’Éric Toledano et Olivier Nakache. Ce succès lui ouvre notamment les portes d'Hollywood et il tourne dès lors dans plusieurs blockbusters du cinéma américain (X-Men, Jurassic World et Inferno). Depuis 2021, il est également la vedette de la série Lupin diffusée sur Netflix.

## Biographie

### Jeunesse et famille
Omar Sy naît le 20 janvier 1978 à Trappes, dans les Yvelines. Quatrième d'une fratrie de huit enfants, il est le fils d'un ouvrier sénégalais et d'une femme de ménage mauritanienne,. Originaires du village de Bakel à la frontière sénégalo-mauritanienne, ses deux parents sont d'ethnie peule et sa langue maternelle est le pulaar. Son père, issu d'une famille de tisserands, émigre en France en 1962 dans le but d'y accumuler un petit pécule afin de pouvoir ouvrir une boutique dans son pays natal.
Il reste finalement en France, où il travaille dans l'usinage de pièces automobiles puis dans la logistique chez un sous-traitant automobile. Son épouse le rejoint en 1974. La famille est installée à Trappes dans les Yvelines où, pendant son enfance, Omar côtoie Jamel Debbouze, de trois ans son aîné. Jamel habite le même quartier (Les Merisiers),.
La famille parle pulaar à la maison et va au Sénégal tous les deux ans. Omar Sy est l'oncle de l'acteur Alassane Diong.

### Carrière

#### Débuts et révélation comique (1996-2004)
Jamel Debbouze, qui cherche quelqu'un pour piloter une émission, le fait rentrer à Radio Nova, où Omar Sy va régulièrement lors des années 1996 et 1997 faire des piges après ses cours au lycée où il prépare un bac professionnel (chauffage et climatisation). Il y rencontre son complice Fred Testot. Le duo fraîchement formé suit Jamel Debbouze sur la chaîne Canal +, où il participe à l'émission Le Cinéma de Jamel. Ils créent ensemble l'émission Le Visiophon, d'Omar et Fred, puis enchaînent les sketches sur petit écran et les spectacles sur scène : Omar et Fred, Service après-vente des émissions, Omar et Fred : le spectacle.
Les deux complices font leurs débuts au cinéma dans les années 2000, toujours dans le sillage d'autres jeunes comiques révélés par la chaîne Canal +.
Ils tiennent de petits rôles dans le premier film d'Éric et Ramzy, La Tour Montparnasse infernale de Charles Nemes en 2001.
En 2002, Omar Sy décroche un rôle dans Le Raid, deuxième long métrage du réalisateur Djamel Bensalah. La même année, il apparaît dans d'autres comédies : Le Boulet d'Alain Berberian et Frédéric Forestier, et Samouraïs de Giordano Gederlini, qui sont des échecs commerciaux.
En 2003, il côtoie un autre jeune comédien issu de la télévision, Vincent Desagnat, pour la comédie potache La Beuze, réalisée par François Desagnat et Thomas Sorriaux, et construite autour de Michaël Youn. La même année, il s'essaye à la chanson en participant à un album contre le racisme, intitulé Stop à l’affront, aux côtés de Dieudonné et du collectif rap Saïan Supa Crew.
Il suit le réalisateur Djamel Bensalah sur son projet suivant, sorti en 2004, la comédie Le Carton, pour lequel il collabore de nouveau avec Charles Nemes et son compère Fred Testot.

#### Le SAV des Émissionset seconds rôles au cinéma (2005-2010)
En 2005, c'est avec Djamel Bensalah qu'il retravaille, pour un petit rôle dans Il était une fois dans l'oued.
Suivant le Service après-vente des émissions qui est adapté sur Canal+ sous la forme de petits sketches d'une durée totale de 2 ou 3 minutes.
Les réalisateurs Éric Toledano et Olivier Nakache confient ensuite à Omar Sy son premier rôle important, celui d'un moniteur d'une colonie de vacances, dans la comédie chorale, Nos jours heureux, un gros succès de l'été 2006. La même année, il double Zip pour la version française du jeu vidéo Tomb Raider Legend. Il participe également le 1er juillet au jeu télévisé Fort Boyard sur France 2, accompagné par Fred Testot, Oriane Bonduel, Alysson Paradis, le journaliste Alexandre Alfonsi et le DJ Cut Killer pour l'association CéKeDuBonheur.
Le 5 juillet 2007, au Tremblay-sur-Mauldre, il se marie avec Hélène, la mère de ses cinq enfants,.
En 2008, il retrouve, avec Fred Testot, le duo Éric Judor et Ramzy Bedia pour leur nouveau projet, Seuls two. Il collabore aussi avec un autre ancien couple phare de Canal +, Olivier Baroux et Kad Mérad pour Safari. La même année, il apparaît dans le clip de Sinik, « Bienvenue chez les Bylkas ». Mais c'est Éric Toledano et Olivier Nakache qui lui font de nouveau confiance pour un rôle d'envergure : celui du jeune médecin Bruno, confronté au racisme ordinaire, dans la comédie Tellement proches.
L'année 2009 sera prolifique puisqu'il joue des rôles aussi consistants dans d'autres comédies mais au succès plus relatif : Envoyés très spéciaux de Frédéric Auburtin et King Guillaume de Pierre-François Martin-Laval. Il joue aussi pour la dernière fois au cinéma avec Fred Testot dans La Loi de Murphy, de Christophe Campos. Les deux complices prêtent aussi leur voix pour le court-métrage Logorama. La même année, il apparaît dans le clip de Zazie, Être et avoir, et dans le clip de Diam's, Peter Pan, puis il prête ses traits à l'un des personnages du sixième film de Jean-Pierre Jeunet, Micmacs à tire larigot.
En 2010, il participe au préambule du DVD du spectacle de Florence Foresti, Motherfucker. Il y incarne un chauffeur de taxi à l'accent africain faisant penser à son personnage Doudou.

#### Tête d'affiche et consécration (2011-2013)

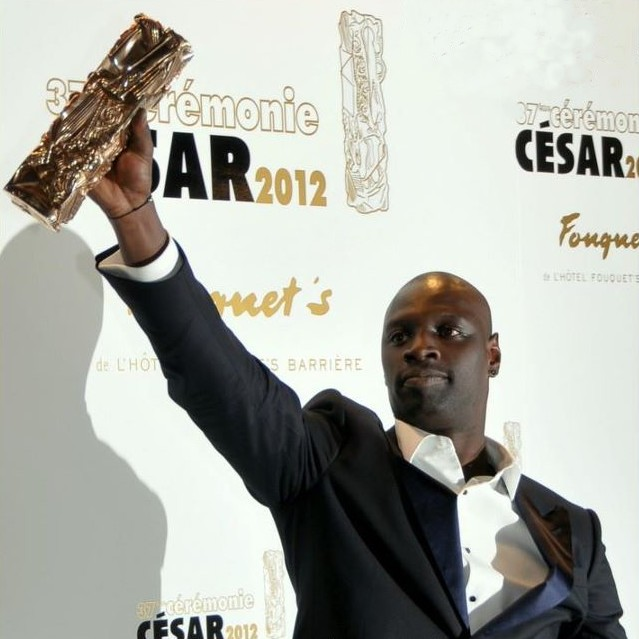
Omar Sy gagne le César du meilleur acteur en 2012, lors de la des César, pour Intouchables.

En juillet 2011, Omar Sy apparaît dans Les Tuche, d'Olivier Baroux.
Le 2 novembre 2011 sort dans les salles françaises la comédie dramatique Intouchables, où il incarne un trentenaire ayant grandi en banlieue, devenu auxiliaire de vie d'un riche tétraplégique incarné par François Cluzet. Le long-métrage, écrit et réalisé par Éric Toledano et Olivier Nakache, connaît un énorme succès, avec plus de 19 millions de spectateurs, et se classe au premier rang du box office français en 2011. À la suite de quoi, le comédien devient la troisième personnalité préférée des Français, derrière Yannick Noah et Zinédine Zidane selon l'Ifop. Ce film lui permet également de remporter le Globe de Cristal 2012 du meilleur acteur, le Prix du meilleur acteur ex æquo avec son partenaire François Cluzet au Festival international du film de Tokyo et le César du meilleur acteur lors de la 37e cérémonie des César en 2012. Il est le premier acteur noir à se voir décerner le César du meilleur acteur. En février, il est choisi pour remplacer Jamel Debbouze au casting de l'adaptation L'Écume des jours, réalisé par Michel Gondry. Il y incarne Nicolas, le fidèle ami du héros joué par Romain Duris. Le film reçoit un accueil mitigé à sa sortie en avril 2013 et ne parvient pas à la rentabilité.
En juin 2012, Canal+ annonce que le Service après-vente des émissions ne sera plus sur la grille de ses programmes à la rentrée de septembre. Omar Sy décide de partir, avec sa famille, passer une année à Los Angeles. Les trois premiers mois seront consacrés à la campagne des Oscars, tandis que l'acteur court les castings. Il prend alors des cours d'anglais intensifs. En septembre, il confirme néanmoins son ascension médiatique hexagonale en faisant partie des comédiens à l'affiche de la comédie Les Seigneurs d'Olivier Dahan, où il joue le footballeur Wéké N’Dogo. Il participe aussi à une autre comédie populaire : Mais qui a retué Pamela Rose ? d'Olivier Baroux et Kad Merad. En octobre, il apparaît dans la publicité du jeu vidéo Call of Duty: Black Ops II. Le 30 décembre de la même année, Omar Sy est élu personnalité préférée des Français, selon un classement établi par Le Journal du dimanche. Il devance un autre acteur, Gad Elmaleh. Yannick Noah, précédemment en tête du classement, arrive cette fois en troisième position. Le même mois, il est à l'affiche d'une autre comédie mettant en scène un choc social et culturel : De l'autre côté du périph, de David Charhon, où il joue le policier Ousmane Diakhaté. Le tournage de ce film a en réalité débuté le lendemain de la sortie d'Intouchables.

#### Confirmation et notoriété internationale (depuis 2014)

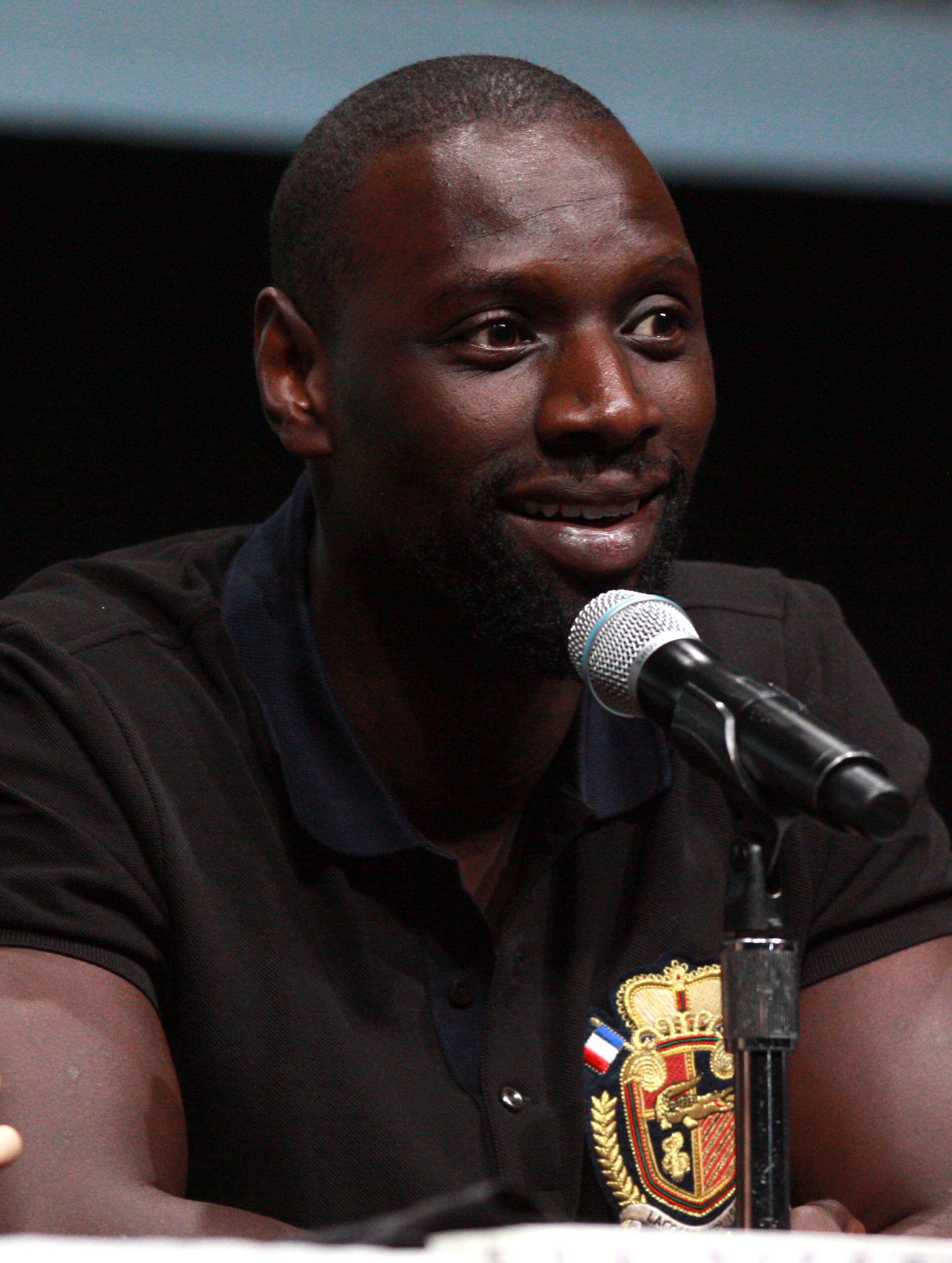
Omar Sy, pendant la promotion de X-Men: Days of Future Past au San Diego Comic Con de 2013.

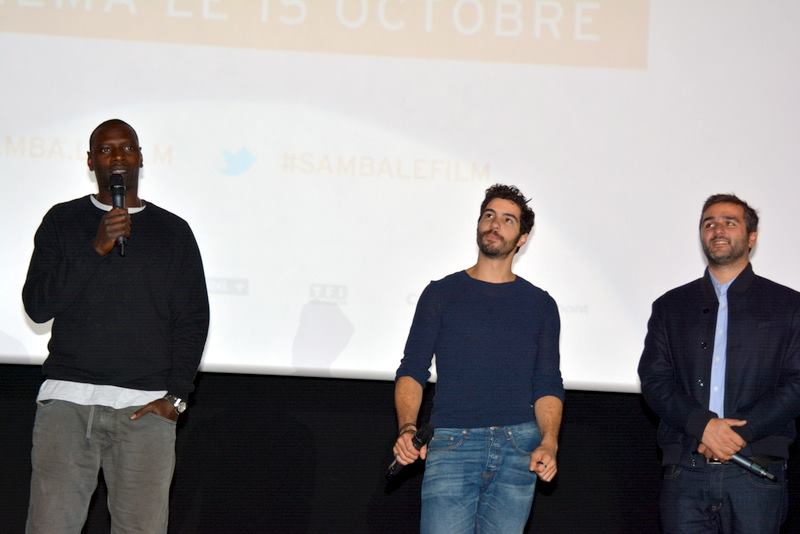
Avec Tahar Rahim et Olivier Nakache à une avant-première de Samba, en octobre 2014.

Omar Sy, est annoncé au sein de la large distribution du blockbuster X-Men: Days of Future Past, dans le rôle du mutant Bishop. En avril, il est annoncé dans le rôle de l'antagoniste du thriller d'action Good People, face à un tandem de héros incarné par James Franco et Kate Hudson. Si ce film produit par Tobey Maguire connaît une exploitation discrète en 2014, le blockbuster de super-héros réalisé par Bryan Singer connaît un succès international, tant sur le plan critique que commercial. À la fin de cette année, l'acteur revient néanmoins en France pour défendre un film français dont il est la tête d'affiche, et qui marque sa troisième collaboration avec Olivier Nakache et Éric Toledano. Pour la comédie dramatique Samba, il incarne Samba Cissé, un jeune immigré tentant de se faire une place dans Paris. Au même moment, il retrouve Fred Testot pour une campagne publicitaire : celle du lancement de l'iPhone 6 et 6 Plus d'Apple sur le territoire français. 
Le 6 septembre 2014, il présente comme animateur star dans l'émission Les Copains d'abord : 30 ans, 30 chansons sur France 2.
En 2015, il ouvre la saison estivale en figurant au casting d'un autre blockbuster très attendu : le quatrième volet de la saga Jurassic Park, Jurassic World, réalisé par Colin Trevorrow. Le film est un succès mondial. En revanche, la comédie dramatique À vif !, sortie en novembre, et réalisée par John Wells, connaît un flop critique et commercial, malgré la présence d'un casting international dominé par le tandem Bradley Cooper/ Sienna Miller en têtes d'affiche.
En 2016, il est à l'affiche de deux projets hexagonaux, et d'un seul américain : il débute ainsi l'année en star du "biographie ?"  français Chocolat, où il joue le rôle-titre, celui du clown Rafael Padilla, et ce sous la direction de Roschdy Zem. En août, il est désigné dans un sondage IFOP pour le Journal du dimanche, comme étant la « personnalité préférée des Français », prenant ainsi la place de Jean-Jacques Goldman. En octobre, il est à l'affiche du blockbuster Inferno, le troisième volet de la saga cinématographique des aventures de Robert Langdon, toujours incarné par Tom Hanks, et mis en scène par Ron Howard. Pour l'occasion, il retrouve son partenaire de Jurassic World, l'acteur indien Irfan Khan. Dans le cadre de la promotion du film, il fait une apparition au Comic Con de Paris. Enfin, il dévoile, pour les fêtes de fin d'année, une comédie dramatique dont il tient le premier rôle Demain tout commence, qui est la seconde réalisation d'Hugo Gélin.
Entre 2017 et 2020, tous les films français dans lesquels il joue connaissent des échecs commerciaux et critiques (Knock, Le Flic de Belleville, Yao, Le Prince oublié), à l'exception du film de guerre Le Chant du loup (2019). L'autre seul succès de la période (avec Le Chant du loup) est le film américain L'Appel de la forêt avec Harrison Ford, l'un des rares succès de l'année 2020 en raison de la crise sanitaire. En septembre 2020, il est en tête d'affiche du film Police qui est un succès critique, mais le contexte sanitaire ne lui permet pas de trouver son public.
En juillet 2018, était annoncé qu'il devait jouer le rôle d'Arsène Lupin dans une série Netflix ; il joue en réalité dans Lupin : dans l'ombre d'Arsène (2021) un cambrioleur contemporain inspiré dans ses coups par Arsène Lupin. La série est un succès et entre même dans le top 10 des séries non anglophones les plus vues de la plateforme.
En juillet 2021, il participe pour la première fois au Festival d'Avignon et monte sur scène pour la lecture d'extraits du livre Frère d’âme de David Diop.
Il reprend aussi son rôle de Barry Sembène dans Jurassic World : Le Monde d'après (2022). Il reprend également son rôle de Ousmane Diakhaté dans la suite de De l'autre côté du périph, intitulée Loin du périph sur Netflix.
En août 2022, il est annoncé pour le rôle principal de The Killer, le remake du film de John Woo dirigé par le réalisateur pour le service de streaming Peacock. En octobre 2022, il signe pour jouer un rôle dans The Book of Clarence, le nouveau projet américain du réalisateur de The Harder They Fall, Jeymes Samuel. Le film sort en 2024 intitulé en français, Le Livre de Clarence. En 2025, le film d'action Shadow Force au coté de Kerry Washington devient une déception.
En juin 2025, il devient le copropriétaire du Paris Basketball.

## Vie privée
Le 6 juillet 2007, Omar Sy épouse Hélène — sa compagne depuis septembre 1998 — au Tremblay-sur-Mauldre. Ils ont cinq enfants, trois filles et deux garçons, nés en 2001, 2003, 2006, 2009 et 2017 et résident à Hidden Hills, une  résidence fermée située à environ 40 km au nord-ouest de Los Angeles depuis 2012.

## Condamnation et poursuites judiciaires

### Condamnation pour excès de vitesse
Omar Sy a été condamné par contumace pour de multiples infractions routières, notamment de multiples excès de vitesse, par les autorités judiciaires du canton de Genève en Suisse à une peine de 105 jours amendes à 300 CHF, soit 31 500 CHF (32 527 € le jour de la condamnation) au total. La peine a été prononcée avec sursis du fait de l'absence d'antécédent judiciaire d'Omar Sy en Suisse ; celui-ci a déjà commis une infraction similaire sur le territoire français en 2008.

### Poursuites pour insultes et menaces de mort
Le 22 mai 2025, Omar Sy est accusé d'avoir proféré des insultes et des menaces de mort, dans la gare de Lyon et alors qu'il s'apprêtait à prendre un train pour Avignon, à l'encontre d'agents de quai de la SNCF lui ayant rappelé que son chien, un american staff, devait être muselé. Le différend se serait ensuite poursuivi à l'intérieur du train, Omar Sy ayant supposément  menacé de mort les agents de bord. La SNCF a indiqué que des poursuites seraient engagées à l'encontre de l'acteur,,.
La SNCF a démenti les affirmations du magazine d’extrême-droite Valeurs actuelles selon lesquelles l’acteur Omar Sy aurait eu une nouvelle altercation avec des agents de la SNCF vendredi 4 juillet 2025 pour avoir refusé de museler son chien

## Prises de position publiques

### Engagements politiques
Après l'annonce des résultats du premier tour de l’élection présidentielle de 2017, l'acteur prend position contre la candidate du FN, Marine Le Pen,,. Il retweete aussi un message de Raphaël Glucksmann appelant « à faire barrage à Marine Le Pen » et à la « mettre aussi bas que possible ».
Le 17 juin 2017, il signe avec d’autres personnalités une lettre ouverte au nouveau président de la République, Emmanuel Macron, demandant de mettre fin aux « violences envers les migrants ». Avec d'autres personnalités, il s’inscrit en novembre 2017 dans le mouvement de la « Love Army », dont l'objectif est de sensibiliser les internautes à la cause des Rohingyas.

### Violences policières
En juin 2020, il manifeste à Los Angeles, aux États-Unis, dans le cadre des émeutes suivant l'affaire George Floyd. Il explique avoir « marché en paix et solidarité en criant les noms de George, Breonna, Ahmaud et tant d'autres victimes ici aux États-Unis ».
Soutien de la famille Traoré depuis 2016, il dénonce « [la peur] de mourir entre les mains des forces de l’ordre » et appelle à avoir « le courage de dénoncer les violences policières qui sont commises en France ». Il en appelle à « la remise en cause d’un système qui ne peut prétendre à la justice sans mettre fin à l’impunité organisée qui sévit depuis des décennies, ». Sa pétition relayant son appel enregistre plus de 100 000 signataires en une journée. Cette tribune déclenche une vive polémique et l'acteur précisera ensuite son propos en affirmant : « Les choses sont toujours mises en opposition : pourquoi, quand je dis qu'il y a des policiers racistes, je serais contre la police, contre l'État ? Quand je vois des policiers tués, vous pensez que ça me fait plaisir ? » ; « C'est de la folie, de penser ça (…). Pour moi, un policier mort, Adama Traoré mort, il y a quelque chose qui me dérange, de la même façon. »,.
Le 28 juin 2023, il commente la mort de Nahel, 17 ans, l'adolescent qui avait refusé d'obtempérer à un contrôle de police au volant d'une voiture, à Nanterre la veille au matin. Quand l'adolescent a redémarré, le policier a ouvert le feu. Omar Sy réagit en ces termes : « Mes pensées et prières vont à la famille et aux proches de Naël, mort à 17 ans ce matin, tué par un policier à Nanterre. Qu'une justice digne de ce nom honore la mémoire de cet enfant ». Le message de l'acteur s'accompagne d'une photo de l'adolescent.

### Sur Éric Zemmour
Le 10 octobre 2017, Anne-Elisabeth Lemoine pour apporter la contradiction à Éric Zemmour en promotion pour le début de la septième saison de Zemmour et Naulleau, rediffuse dans C à vous une vidéo vieille de deux ans dans laquelle Omar Sy, sans le nommer, traite Éric Zemmour de guignol. Éric Zemmour rétorque que « c'est flatteur d'être traité de guignol par un guignol ». Interrogé le 12 octobre 2017 par Daphné Bürki sur Europe 1, Omar Sy déclare : « c'est un extrait où volontairement je ne cite pas Éric Zemmour, car je n'ai pas envie de lui donner d'intérêt parce que je connais son système. Il fait de la provoc' pour de la provoc' et il dit des choses pour qu'après, justement… Et là, Daphné, sans le vouloir, vous êtes rentrée dans son système à lui. […] Il ne faut plus qu'il soit invité parce que c'est un criminel. Il a été condamné pour incitation à la haine raciale. » Éric Zemmour répond quelques jours après : « Je veux simplement lui signaler qu'un criminel, c'est quelqu'un qui a commis un crime. Je sais bien que, de Trappes à Hollywood, il n'a pas eu le temps de maîtriser la langue française. » Omar Sy décide aussitôt d'arrêter la promotion du film Knock.

## Filmographie

### Cinéma
- 2001 : La Tour Montparnasse infernale de Charles Nemes : le chauffeur de taxi
- 2002 : Astérix et Obélix : Mission Cléopâtre d'Alain Chabat : un peintre (scènes coupées en 2002, rajoutée en scène post crédit en 2023)
- 2002 : Le Raid de Djamel Bensalah : le sergent de l'ONU
- 2002 : Le Boulet d'Alain Berberian et Frédéric Forestier : Malien no 3
- 2002 : Samouraïs de Giordano Gederlini : Tyson
- 2003 : La Beuze de François Desagnat et Thomas Sorriaux : Michel Dembélé
- 2004 : Le Carton de Charles Nemes : Lorenzo
- 2005 : Il était une fois dans l'Oued de Djamel Bensalah : le génie de la lampe
- 2006 : Nos jours heureux d'Éric Toledano et Olivier Nakache : Joseph, un moniteur
- 2008 : Seuls Two d'Éric Judor et Ramzy Bedia : Sammy, un Bouglioni
- 2009 : Safari, d'Olivier Baroux : Youssouf Hammal
- 2009 : Tellement proches, d'Éric Toledano et Olivier Nakache : Bruno
- 2009 : Envoyés très spéciaux de Frédéric Auburtin : Jimmy
- 2009 : King Guillaume de Pierre-François Martin-Laval : Jean Peter
- 2009 : La Loi de Murphy de Christophe Campos : Joachim Ortega / Célestin
- 2009 : Micmacs à tire-larigot de Jean-Pierre Jeunet : Remington
- 2011 : Les Tuche d'Olivier Baroux : le curé
- 2011 : Intouchables d'Éric Toledano et Olivier Nakache : Driss
- 2012 : Les Seigneurs d'Olivier Dahan : Wéké N’Dogo
- 2012 : Mais qui a re-tué Pamela Rose ? d'Olivier Baroux et Kad Merad : Mosby
- 2012 : De l'autre côté du périph de David Charhon : Ousmane Diakhaté
- 2013 : L'Écume des jours de Michel Gondry : Nicolas
- 2014 : X-Men: Days of Future Past de Bryan Singer : Bishop
- 2014 : Samba d'Éric Toledano et Olivier Nakache : Samba Cissé
- 2014 : Dangerous People (Good People) de Henrik Ruben Genz : Khan
- 2015 : Jurassic World de Colin Trevorrow : Barry
- 2015 : À vif ! (Burnt) de John Wells : Michel
- 2016 : Chocolat de Roschdy Zem : Rafael Padilla, dit « Kananga » puis « Chocolat »
- 2016 : Inferno de Ron Howard : Christoph Bouchard[27]
- 2016 : Demain tout commence d'Hugo Gélin : Samuel
- 2017 : Knock de Lorraine Lévy : Docteur Knock
- 2017 : Transformers: The Last Knight de Michael Bay : Hot Rod (voix originale uniquement)
- 2018 : Le Flic de Belleville de Rachid Bouchareb : Sébastian « Baaba » Bouchard
- 2019 : Yao de Philippe Godeau : Seydou Tall
- 2019 : Le Chant du loup d'Antonin Baudry : D'Orsi
- 2020 : Le Prince oublié de Michel Hazanavicius : Djibii
- 2020 : L'Appel de la forêt (The Call of the Wild) de Chris Sanders : Perrault
- 2020 : Tout simplement noir de Jean-Pascal Zadi : lui-même
- 2020 : Police d'Anne Fontaine : Aristide
- 2021 : Les Méchants de Mouloud Achour et Dominique Baumard : le chauffeur Uber
- 2022 : Loin du périph de Louis Leterrier : Ousmane Diakhaté
- 2022 : Jurassic World : Le Monde d'après (Jurassic World: Dominion) de Colin Trevorrow : Barry
- 2023 : Tirailleurs de Mathieu Vadepied : Bakary Diallo (également producteur)
- 2024 : Le Livre de Clarence (The Book of Clarence) de Jeymes Samuel : Barabbas
- 2024 : The Strangers’ Case (de) de Brandt Andersen : Marwan
- 2024 : The Killer de John Woo : Sey
- 2025 : Dis-moi juste que tu m'aimes d'Anne Le Ny : Julien
- 2025 : Shadow Force de Joe Carnahan : Isaac Sarr
- prochainement : French Lover de Lisa-Nina Rives : Abel Camara

### Télévision

#### Téléfilms
- 2002 : Si j'étais lui de Philippe Triboit : Gabriel
- 2010 : Le Pas Petit Poucet de Christophe Campos : Grand Poucet
- 2010 : Conte de la frustration de Didier D. Daarwin et Akhenaton : Mo'

#### Séries télévisées
- 1998 : Le Cinéma de Jamel
- 2005-2012 : SAV des émissions : divers personnages
- 2021-2023 : Lupin : Assane Diop

## Doublage

### Longs métrages
(Omar Sy assure sa post-synchronisation pour les films étrangers dans lesquels il joue. Exception faite du film Transformers: The Last Knight où son personnage est doublé par Michel Elias en VF pour donner un accent italien à Hot Rod dans la version française)
- 2009 : Arthur et la Vengeance de Maltazard de Luc Besson : Snow (Will.i.am) (voix)
- 2010 : Marmaduke de Tom Dey : Marmaduke (Owen Wilson) (voix)

### Films d'animation
- 2004 : Frère des ours de Robert Walker (en) et Aaron Blaise : un des béliers
- 2006 : Les Rois de la glisse d'Ash Brannon et Chris Buck : Chicken Joe[58]
- 2008 : Volt, star malgré lui de Byron Howard et Chris Williams : Chat maigre et noir et pigeons
- 2009 : Lascars d'Albert Pereira Lazaro et Emmanuel Klotz : Narbé
- 2010 : Allez raconte ! de Jean-Christophe Roger : Momo
- 2015 : Mune : Le Gardien de la Lune de Benoît Philippon et Alexandre Heboyan : Sohone
- 2016 : Angry Birds, le film de Clay Kaytis et Fergal Reilly : Red[59]
- 2016 : Norm de Trevor Wall : Norm[60]
- 2017 : Sahara de Pierre Coré : Ajar
- 2019 : Arctic Dogs : Mission polaire d'Aaron Woodley et Demos Vrysellas : Leopold (version originale uniquement)
- 2020 : Soul de Pete Docter et Kemp Powers : Joe[61]

### Court-métrage d'animation
- 2009 : Logorama de François Alaux, Hervé de Crécy et Ludovic Houplain (H5) : Bibendum, Mr Propre, Jaune

### Séries télévisées d'animation
- 2011 : Fish 'n' Chips : Fish[62]

### Jeux vidéo
- 2006 : Tomb Raider Legend : Zip
- 2015 : Lego Jurassic World : Barry

## Clips musicaux
- 1998 : L'avenir est un long passé de Manau : apparition en tant qu'un des soldats
- 1999 : Tomber la chemise de Zebda : apparition avec son camarade Fred Testot
- 1999 : Y'a pas d'arrangement de Zebda : apparition en tant qu'unique survivant du concert
- 2008 : Banlieusards de Kery James : apparition en tant que lui-même
- 2008 : Bienvenue chez les Bylkas de Sinik
- 2010 : François le Français
- 2010 : Peter Pan de Diam's
- 2011 : Être et avoir de Zazie
- 2013 : Happy Birthday de Matt Houston
- 2016 : Les potos de Oxmo Puccino
- 2016 : J'ai trop dansé de Mokobe
- 2018 : Moula Gang de MHD
- 2025 : Patience de DJ Snake avec Amadou & Mariam

## Spectacles
- 2006 : Omar et Fred, le spectacle

## Publicités
- Sodas Finley[63],[64],[65],[66],[67],[68]
- Jeu vidéo Call of Duty[69],[70].

## Distinctions

### Récompenses

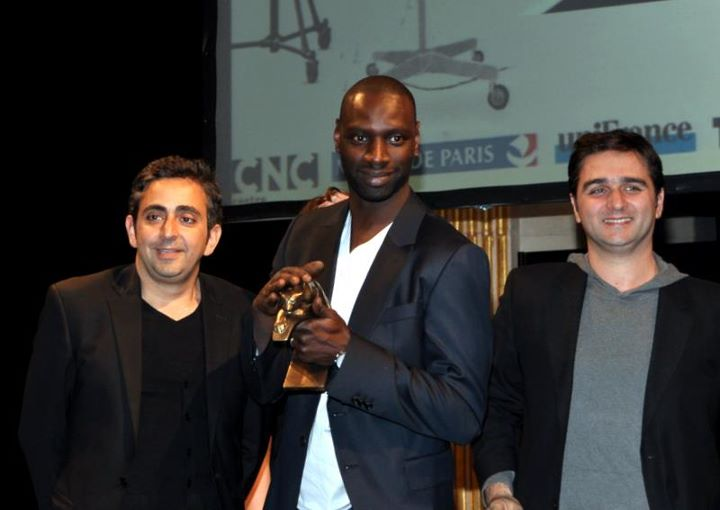
Avec Eric Toledano et Olivier Nakache à la cérémonie des Prix Lumières 2012.

| Année | Récompenses                             | Travail nommé               | Film              |
| ----- | --------------------------------------- | --------------------------- | ----------------- |
| 2009  | NRJ Ciné Awards                         | Meilleur djeun's qui débute | Nos jours heureux |
| 2011  | Festival international du film de Tokyo | Meilleur acteur             | Intouchables      |
| 2012  | Lumières de la presse internationale    | Meilleur acteur             | Intouchables      |
| 2012  | Globe de Cristal                        | Meilleur acteur             | Intouchables      |
| 2012  | César                                   | Meilleur acteur             | Intouchables      |
| 2012  | Étoiles d'or du cinéma français         | Révélation masculine        | Intouchables      |
| 2017  | Globe de cristal                        | Meilleur acteur             | Chocolat          |

### Nominations
| Année | Récompenses                          | Travail nommé                | Film              |
| ----- | ------------------------------------ | ---------------------------- | ----------------- |
| 2007  | Raimu de la Comédie                  | Comédien dans un second rôle | Nos jours heureux |
| 2007  | NRJ Ciné Awards                      | Meilleur baiser              | Nos jours heureux |
| 2012  | Satellite Awards                     | Meilleur acteur              | Intouchables      |
| 2012  | Étoile d'Or                          | Révélation masculine         | Intouchables      |
| 2012  | European Film Award                  | Meilleur acteur européen     | Intouchables      |
| 2017  | Lumières de la presse internationale | Meilleur acteur              | Chocolat          |
| 2017  | César                                | Meilleur acteur              | Chocolat          |